# Colletes eulophi
Colletes eulophi är en solitär biart som beskrevs av Robertson 1891. Den ingår i släktet sidenbin och familjen korttungebin. Inga underarter finns listade i Catalogue of Life.

## Beskrivning
Arten är en förväxlingsart till Colletes kincaidii, och som denna har den svart grundfärg. Huvud och mellankropp har gulbrun päls, ljusare hos honan än hos hanen. Vingarna är genomskinliga och svagt violettfärgade, med mörkt rödaktiga ribbor. Bakkroppen är svart, med undantag från täta, vita hårband på bakkanterna av tergiterna, segmenten på ovansidan. Honan har en kroppslängd mellan 9 och 11 mm, hanen mellan 7 och 9 mm. Speciellt honorna av de två arterna är svåra att silja åt; hanarna känns igen på att denna art har en kortare 7:e sternit (det bakersta segmentet på bakkroppens undersida) jämfört med C. kincaidii.

## Ekologi
I södra delen av utbredningsområdet flyger den från juni till början av november. Den är polylektisk, det vill säga den besöker många olika blommande växter, som korgblommiga växter (Dyssodia, partenier, Pectis, gullrissläktet och höstastersläktet), ärtväxter (Dalea och Prosopis), strävbladiga växter (Eriodictyon), kransblommiga växter (Perilla), malvaväxter (klotmalvor), irisväxter (irisar), brakvedsväxter (Ceanothus), vinruteväxter (Ptelea) samt grobladsväxter (penstemoner).

## Utbredning
Utbredningsområdet omfattar USA från District of Columbia, Virginia, West Virginia och North Carolina i öster över Ohio, Kentucky och Illinois till Utah och Arizona i väster. Söderut kan den nå så långt som södra Texas.